# Martín Abarca de Bolea y Castro
Martín Abarca de Bolea y Castro, Graf (Conde) von Las Almunias, Baron von Torres, Clamosa, Siétano und Rodellar, war ein in der zweiten Hälfte des 16. Jahrhunderts lebender  spanischer Dichter und Schriftsteller.
Er entstammte einer hochadligen Familie Aragons. Sein Vater, Bernardo, war spanischer Vizekanzler unter Karl V. und Philipp II.; seine Mutter war Doña Gerónima de Castro y de Pinós. Martín Abarca selbst zeichnete sich gegen Ende des 16. Jahrhunderts im spanischen Militärdienst aus und war durch seine Vorliebe für Literatur und sein Wissen auf dem Gebiet der Numismatik bekannt. Sein einziges Prosawerk, Historia de las grandezas y de las cosas maravillosas de las Provincias Orientales, stellt eine Übersetzung einer lateinischen Version von Marco Polos Reisebeschreibung Il Milione dar und wurde 1601 in Saragossa gedruckt. Daneben verfasste er die Gedichte Las lágrimas de San Pedro (Lérida, 1578), Los Poemas de las Amazonas (ungedruckt) und Libro de Orlando determinado (1578). Er wird von Lope de Vega in dessen Laurel de Apolo sehr lobend erwähnt.